# 卡米拉·马滕斯
卡米拉·马滕斯（丹麥語：Camilla Martens，1989年10月23日—），丹麥女子羽毛球運動員。

## 簡歷
2015年4月，卡米拉·马滕斯出戰克羅地亞羽毛球國際賽，與麦尔肯·弗勒尔戈德合作赢得女子雙打比賽冠軍。

## 主要比賽成績
只列出曾進入準決賽的國際賽事成績：
| 年份   | 賽事                 | 公開賽級別 | 項目     | 拍檔              | 成績   |
| ------ | -------------------- | ---------- | -------- | ----------------- | ------ |
| 2012年 | 丹麥羽毛球國際賽     | 國際挑戰賽 | 女子雙打 | 萨拉·蒂格森       | 準決賽 |
| 2015年 | 克羅地亞羽毛球國際賽 | 國際系列賽 | 女子雙打 | 麦尔肯·弗勒尔戈德 | 冠軍   |
| 2015年 | 芬蘭羽毛球國際賽     | 國際系列賽 | 女子雙打 | 约瑟芬·范·赞纳    | 準決賽 |
| 2016年 | 克羅地亞羽毛球國際賽 | 未來系列賽 | 女子單打 | -                 | 準決賽 |
| 2016年 | 芬蘭羽毛球國際賽     | 國際系列賽 | 女子雙打 | 玛蒂娜·雷皮斯卡   | 亞軍   |

| 2007-2017年 | 首要超級賽 | 超級賽 | 黃金大獎賽 | 大獎賽 | 國際挑戰賽 | 國際系列賽 | 未來系列賽 | 其他 |

| 2018-2026年 | 總決賽 | 超級1000賽 | 超級750賽 | 超級500賽 | 超級300賽 | 超級100賽 | 國際挑戰賽 | 國際系列賽 | 未來系列賽 | 其他 |